# Старое Тогаево
Старое Тогаево (чув. Кивĕ Тукай) — деревня в Мариинско-Посадском муниципальном округе Чувашской Республики.  С 2004 до 2023 года входила в состав Октябрьского сельского поселения.

## География
Находится в северо-восточной части Чувашии, на расстоянии приблизительно 24 км на юг-юго-восток от районного центра города Мариинский Посад.

## История
Известна с 1646 года как деревня из 3 дворов. Возникла как поселение служилых чувашей. В 1721 году отмечено наличие 130 мужчин, в 1747—254, в 1795 учтено 80 дворов, 510 жителей, в 1858 (вместе с Тогаевским выселком) — 499 жителей, в 1897 501, в 1926 — 75 дворов, 354 жителя, в 1939—372 жителя, в 1979—179. В 2002 году был 41 двор, в 2010 — 39 домохозяйств. В 1930 году был образован колхоз «Сталь», в 2010 году действовал СХПК «Октябрьский».

## Население
| 2010 | 2012 |
| ---- | ---- |
| 120  | ↗136 |

Постоянное население составляло 114 человек (чуваши 100 %) в 2002 году, 120 в 2010.

## Известные уроженцы, жители
- Тимофеев, Павел Тимофеевич (1903-1972) — советский лесовод, организатор производства.

## Инфраструктура
Личное подсобное хозяйство с зоной сельскохозяйственного использования, индивидуальная застройка усадебного типа.

## Транспорт
Деревня доступна автотранспортом. 